# مای‌مرز
مای‌مرز (نام علمی: Juniperus sabina) یا ابهل گونه‌ای از سرده ارس است از خانواده سرویان که بیشتر در کوههای مرکز و جنوب اروپا، غرب و مرکز آسیا و از شرق اسپانیا تا شرق سیبری در ارتفاع ۱۰۰۰ تا ۳۳۰۰ متر رشد می‌کند. مای‌مرز درختچه به‌شمار می‌آید و ارتفاع آن بین ۱ تا ۴ متر است.

## نگارخانه

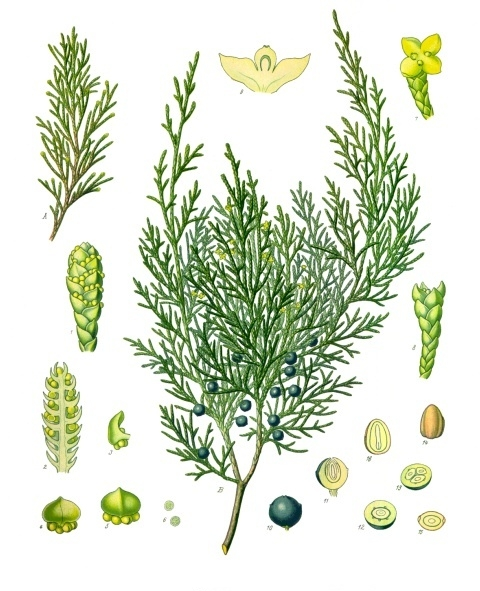
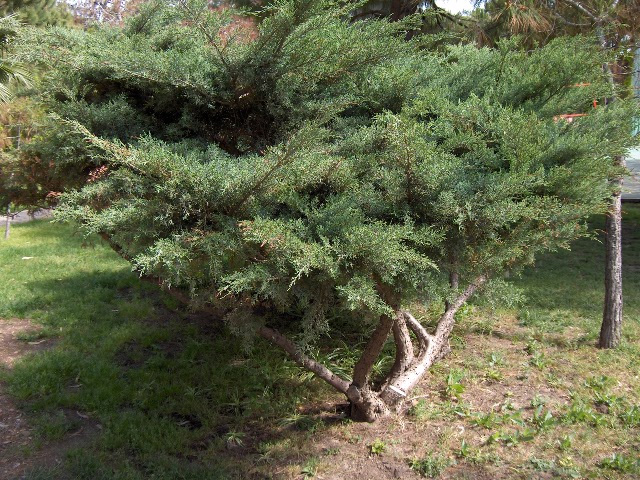